# Kal-e Tappeh Qūrmīsh
Kal-e Tappeh Qūrmīsh (persiska: کل تپّه قورميش, Gol Tappeh-ye Qūrmīsh) är en ort i Iran.   Den ligger i provinsen Västazarbaijan, i den nordvästra delen av landet, 500 km väster om huvudstaden Teheran. Kal-e Tappeh Qūrmīsh ligger 1 658 meter över havet och antalet invånare är 330.
Terrängen runt Kal-e Tappeh Qūrmīsh är huvudsakligen kuperad, men åt nordväst är den platt. Runt Kal-e Tappeh Qūrmīsh är det ganska tätbefolkat, med 155 invånare per kvadratkilometer. Närmaste större samhälle är Būkān, 16,4 km sydväst om Kal-e Tappeh Qūrmīsh. Trakten runt Kal-e Tappeh Qūrmīsh består i huvudsak av gräsmarker.